# آخوربد
آخوربِد از عنوان‌های دورهٔ ساسانی بود و به کسانی که سرپرست طویله‌های پادشاهی بودند گفته می‌شد. این عنوان در سنگ‌نوشته شاپور یکم بر کعبه زرتشت آمده است که گفته شده «وَرْدَنِ آخوربد». در پایان دوره ساسانی و آغاز دوره اسلامی یک عنوان دیگر به نام آخورسالار وجود داشت. عنوان‌های مشابه دیگر آخوردار، آخوربان، آخورهَمار (آمارگر آخور) هستند، که از مورد آخر حمزه اصفهانی و خوارزمی در مفاتیح العلوم نام برده‌اند. یک عنوان مشابه دیگر ستوربان (ستور به معنی جانور اهلی) بود. دانسته نیست که این عنوان‌های مختلف وظایف و جایگاه مختلفی هم داشتند یا نه. در دوره اسلامی از عنوان میرآخور استفاده می‌شد.